# Валлекрозия
Валлекрозия (итал. Vallecrosia) — коммуна в Италии, располагается в регионе Лигурия, в провинции Империя.
Население составляет 7220 человек (2008 г.), плотность населения составляет 2034 чел./км². Занимает площадь 4 км². Почтовый индекс — 18019. Телефонный код — 0184.
Покровителями коммуны почитаются Пресвятая Богородица (Maria Ausiliatrice),  святой Антоний Великий и святой Рох.

## Демография
Динамика населения:

## Администрация коммуны
- Официальный сайт: http://www.vallecrosia.it